# Akiéni
Akiéni es una comuna gabonesa, chef-lieu del departamento de Lékoni-Lékori de la provincia de Haut-Ogooué.
En 2013 la comuna tenía una población de 6857 habitantes, de los cuales 3773 eran hombres y 3084 eran mujeres.
Se ubica unos 50 km al noreste de la capital provincial Franceville, sobre la carretera R15 que une Bongoville con Okondja. Por el sur de la localidad pasa el río Lékoni, afluente por la margen derecha del río Ogooué, quedando Akiéni unos 70 km aguas abajo de la localidad que da nombre al río, Lékoni.